# Ultimul mohican
Ultimul mohican (în engleză The Last of the Mohicans) este un roman istoric scris de James Fenimore Cooper și publicat în 1826. Acțiunea are loc în 1757, după Războiul de Șapte Ani, când Franța și Regatul Unit luptau pentru supremație în America de Nord, francezii aliindu-se frecvent cu triburile băștinașe pentru a obține avantaje în fața britanicilor. 
Personajele sunt doi mohicani, un vânător, două fete ale unui comandant (Alice și Cora) și Duncan, un colonel care le ajuta pe fete să ajunga de la un fort al Angliei la altul, unde se afla comandantul Murno, tatăl fetelor. Călăuza lor îi rătăcește, dar cu ajutorul mohicanilor și al vânătorului sunt condusi ...trecând prin multe peripeții la fort unde ajung cu bine.

## Ecranizări
- Ultimul mohican (film din 1968)
- Ultimul mohican (film din 1992)